# Arenaria bourgaei
Arenaria bourgaei är en nejlikväxtart som beskrevs av William Botting Hemsley. Arenaria bourgaei ingår i släktet narvar, och familjen nejlikväxter. Inga underarter finns listade i Catalogue of Life.